# Поляничев, Владимир Сергеевич
Владимир Сергеевич Поляничев (род. 21 апреля 1938, Москва) — советский легкоатлет, выступавший в беге на средние дистанции. Участник летних Олимпийских игр 1960 года.

## Биография
Владимир Поляничев родился 21 апреля 1938 года в Москве.
Выступал в легкоатлетических соревнованиях за Советскую армию. В 1960 году завоевал бронзовую медаль чемпионата СССР в беге на 400 метров (47,7 секунды) и золотую в эстафете 4х400 метров в составе сборной Советской Армии (3 минуты 11,2 секунды).
В 1960 году вошёл в состав сборной СССР на летних Олимпийских играх в Риме. В эстафете 4х400 метров сборная СССР, за которую также выступали Константин Грачёв, Борис Криунов и Арнольд Мацулевич, заняла последнее, 5-е место в четвертьфинале, показав результат 3.12,1 и уступив 1,4 секунды попавшей в полуфинал с 3-го места команде Швеции.

## Личный рекорд
- Бег на 400 метров — 47,5 (1960)[3]